# Zamysłów
Zamysłów – wieś w Polsce położona w województwie lubuskim, w powiecie wschowskim, w gminie Szlichtyngowa.
Wieś duchowna Szymolewo, własność Klasztoru Klarysek w Głogowie pod koniec XVI wieku leżała w ziemi wschowskiej województwa poznańskiego. W latach 1975–1998 miejscowość administracyjnie należała do województwa leszczyńskiego.

Pałac

## Zabytki
Do wojewódzkiego rejestru zabytków wpisane są:
- kościół parafialny pod wezwaniem św. Marii Magdaleny, z 1752 roku, przebudowany w 1965 roku, po 1990 roku
- pałac - dwór, wybudowany pod koniec XVIII wieku na planie prostokąta, murowany z cegły, otynkowany. W 1923 roku dobudowano od strony zachodniej taras, od wschodu natomiast pomieszczenia gospodarcze
- spichlerz dworski, z połowy XIX wieku.